# 49. ceremonia wręczenia Złotych Globów
Złote Globy 1991 przyznawano 18 stycznia 1992 roku w Beverly Hilton Hotel w Los Angeles.

Nagroda im. Cecila DeMille’a za całokształt twórczości: Robert Mitchum.

## Kino

### Najlepszy film dramatyczny
Bugsy, reż. Barry Levinson

nominacje: 
- JFK, reż. Oliver Stone
- Książę przypływów, reż. Barbra Streisand
- Milczenie owiec, reż. Jonathan Demme
- Thelma i Louise, reż. Ridley Scott

### Najlepsza komedia/musical
Piękna i Bestia, reż. Gary Trousdale, Kirk Wise

nominacje:
- Fisher King, reż. Terry Gilliam
- Smażone zielone pomidory, reż. Jon Avnet
- Sułtani westernu, reż. Ron Underwood
- The Commitments, reż. Alan Parker

### Najlepszy aktor dramatyczny
Nick Nolte – Książę przypływów

nominacje:
- Warren Beatty – Bugsy
- Kevin Costner – JFK
- Robert De Niro – Przylądek strachu
- Anthony Hopkins – Milczenie owiec

### Najlepsza aktorka dramatyczna
Jodie Foster – Milczenie owiec

nominacje:
- Annette Bening – Bugsy
- Laura Dern – Historia Rose
- Geena Davis – Thelma i Louise
- Susan Sarandon – Thelma i Louise

### Najlepszy aktor w komedii/musicalu
Robin Williams – Fisher King

nominacje:
- Jeff Bridges – Fisher King
- Billy Crystal – Sułtani westernu
- Dustin Hoffman – Hook
- Kevin Kline – Babka z zakalcem

### Najlepsza aktorka w komedii/musicalu
Bette Midler – Dla naszych chłopców

nominacje:
- Ellen Barkin – Switch: Trudno być kobietą
- Kathy Bates – Smażone zielone pomidory
- Anjelica Huston – Rodzina Addamsów
- Michelle Pfeiffer – Frankie i Johnny

### Najlepszy aktor drugoplanowy
Jack Palance – Sułtani westernu

nominacje:
- Ned Beatty – Wysłuchaj mej pieśni
- John Goodman – Barton Fink
- Harvey Keitel – Bugsy
- Ben Kingsley – Bugsy

### Najlepsza aktorka drugoplanowa
Mercedes Ruehl – Fisher King

nominacje:
- Nicole Kidman – Billy Bathgate
- Diane Ladd – Historia Rose
- Juliette Lewis – Przylądek strachu
- Jessica Tandy – Smażone zielone pomidory

### Najlepsza reżyseria
Oliver Stone – JFK

nominacje:
- Jonathan Demme – Milczenie owiec
- Terry Gilliam – Fisher King
- Barry Levinson – Bugsy
- Barbra Streisand – Książę przypływów

### Najlepszy scenariusz
Callie Khouri – Thelma i Louise

nominacje:
- James Toback – Bugsy
- Oliver Stone, Zachary Sklar – JFK
- Ted Tally – Milczenie owiec
- Lawrence Kasdan, Meg Kasdan – Wielki Kanion

### Najlepsza muzyka
Alan Menken – Piękna i Bestia

nominacje:
- Patrick Doyle – Umrzeć powtórnie
- Dave Grusin – Dla naszych chłopców
- Michael Kamen – Robin Hood: Książę złodziei
- Ennio Morricone – Bugsy
- Zbigniew Preisner – Zabawa w Boga

### Najlepsza piosenka
Alan Menken (muzyka), Howard Ashman (słowa) – „Beauty and the Beast” z filmu Piękna i Bestia

nominacje:
- James Horner (muzyka), Will Jennings (słowa) – „Dreams to Dream” z filmu Amerykańska opowieść. Fievel jedzie na Zachód
- Alan Menken (muzyka), Howard Ashman (słowa) – „Be Our Guest” z filmu Piękna i Bestia
- Michael Kamen (muzyka), Bryan Adams (słowa), Robert John Lange (słowa) – „(Everything I Do) I Do It For You” z filmu Robin Hood: Książę złodziei
- Eric Clapton (muzyka), Will Jennings (słowa) – „Tears in Heaven” z filmu W matni

### Najlepszy film zagraniczny
Europa, Europa, reż. Agnieszka Holland  Niemcy/ Polska

nominacje:
- Nikita, reż. Luc Besson  Francja
- Pani Bovary, reż. Claude Chabrol  Francja
- Podwójne życie Weroniki, reż. Krzysztof Kieślowski  Polska/ Francja
- Wysokie obcasy, reż. Pedro Almodóvar  Hiszpania
- Zaginiony na Syberii, reż. Aleksandr Mitta  ZSRR